# Liestal (district)
Het district Liestal is een bestuurlijke eenheid in het kanton Basel-Landschaft met als hoofdplaats Liestal. Het district heeft 56.188 inwoners (eind 2005).
| Wapenschild | Gemeentenaam | Inwoners (Dec 2005) | Oppervlakte (km²) |
| ----------- | ------------ | ------------------- | ----------------- |
| Arisdorf    | Arisdorf     | 1482                | 9,99              |
| Augst       | Augst        | 919                 | 1,64              |
| Bubendorf   | Bubendorf    | 4393                | 10,81             |
| Frenkendorf | Frenkendorf  | 6128                | 4,58              |
| Füllinsdorf | Füllinsdorf  | 4309                | 4,62              |
| Giebenach   | Giebenach    | 899                 | 1,32              |
| Hersberg    | Hersberg     | 270                 | 1,67              |
| Lausen      | Lausen       | 4823                | 5,56              |
| Liestal     | Liestal      | 13.213              | 18,21             |
| Lupsingen   | Lupsingen    | 1294                | 3,12              |
| Pratteln    | Pratteln     | 14.976              | 10,70             |
| Ramlinsburg | Ramlinsburg  | 702                 | 2,24              |
| Seltisberg  | Seltisberg   | 1318                | 3,57              |
| Ziefen      | Ziefen       | 1462                | 7,80              |
|             | Totaal (14)  | 56.188              | 85,83             |

Arlesheim · Laufen · Liestal · Sissach · Waldenburg